# Bia (seriál)
Bia je argentinský televizní seriál na způsob telenovely, který měl premiéru dne 24. června 2019 na latinskoamerické stanici Disney Channel. Na českém Disney Channelu bude mít premiéru 4. listopadu 2019.[zdroj?] Seriál vytvořili Marina Efron, Carmen López-Areal a Jorge Edelstein.[zdroj?] 19. února vyšel speciál k seriálu pro Disney+ s názvem Bia: Un Mundo al Revés (Bia: Svět vzhůru nohama).

## Příběh
Bia (Isabela Souza) je velmi talentovaná dívka, která má vášeň pro kreslení ale také i pro hudbu. Hudbu miluje díky své starší sestře Heleně (Gabriella Di Grecco) která zemřela když byla Bia ještě malá. Ale kdykoliv Bia zpívá tak se její sestra ukáže a zpívají spolu. Bia má také při sobě dvě nejlepší kamarádky Chiaru (Giulia Guerrini) a Celeste (Agustina Palma). Také začnou chodit na místo zvané Fundom, kde budou rozvíjet svůj talent. Tam také Manuel (Julio Peña) poprvé uslyší zpívat Biu písničku Si vuelvo a nacer kterou, napsala Helena. A od této chvíle začne nové dobrodružství.

## Vysílání
| Řada | Díly | Premiéra v Argentině | Premiéra v Argentině | Premiéra v ČR     | Premiéra v ČR    |
| Řada | Díly | První díl            | Poslední díl         | První díl         | Poslední díl     |
| ---- | ---- | -------------------- | -------------------- | ----------------- | ---------------- |
| 1    | 20   | 24. června 2019      | 19. července 2019    | 4. listopadu 2019 | 5. prosince 2019 |
| 1    | 20   | 19. srpna 2019       | 13. září 2019        | 9. března 2020    | 3. dubna 2020    |
| 1    | 20   | 14. října 2019       | 8. listopadu 2019    | 6. dubna 2020     | 1. května 2020   |
| 2    | 40   | 16. března 2020      | 8. května 2020       | 9. listopadu 2020 | 5. ledna 2021    |
| 2    | 20   | 29. června 2020      | 24. července 2020    | 6. ledna 2021     | 2. února 2021    |

## Výskyt postav a český dabing

### Obsazení dospívajících rolí
| Herec               | Postava                                | Řady (části)          | Řady (části)          | Řady (části)          | Řady (části)          | Řady (části)          | Český dabing                                                       |
| Herec               | Postava                                | 1A                    | 1B                    | 1C                    | 2A                    | 2B                    | Český dabing                                                       |
| ------------------- | -------------------------------------- | --------------------- | --------------------- | --------------------- | --------------------- | --------------------- | ------------------------------------------------------------------ |
| Isabela Souza       | Beatriz „Bia“ Urquizová                | hlavní[K]             | hlavní[K]             | hlavní[K]             | hlavní[K]             | hlavní[K]             | Malvína Pachlová                                                   |
| Gabriella Di Grecco | Ana Da Silvo / Vera / Helena Urquizová | hlavní[K]             | hlavní[K]             | hlavní[K]             | hlavní[K]             | hlavní[K]             | Martina Kechnerová                                                 |
| Gabriella Di Grecco | Helena (Mladý)                         | Úloha velmi časté éry | Úloha velmi časté éry | Úloha velmi časté éry | Úloha velmi časté éry | Úloha velmi časté éry | Lšenna Malmá                                                       |
| Fernando Dente      | Víctor Gutiérrez                       | vedlejší[K]           | vedlejší[K]           | vedlejší[K]           | vedlejší[K]           | vedlejší[K]           | Robert Hájek                                                       |
| Rhener Freitas      | Thiago Kunst                           | vedlejší[K]           | vedlejší[K]           | vedlejší[K]           | vedlejší[K]           | vedlejší[K]           | Radovan Klučka                                                     |
| Julio Peña          | Manuel Quemola                         | hlavní[K]             | hlavní[K]             | hlavní[K]             | hlavní[K]             | hlavní[K]             | Roman Hajlich                                                      |
| Guido Messina       | Alex Gutiérrez                         | hlavní[Z]             | hlavní[Z]             | hlavní[Z]             | hlavní[Z]             | hlavní[K]             | David Štepán                                                       |
| Agustina Palma      | Celeste Quinterrová                    | vedlejší[K]           | vedlejší[K]           | vedlejší[K]           | vedlejší[K]           | vedlejší[K]           | Nina Horáková                                                      |
| Giulia Guerrini     | Chiara Callegriová                     | vedlejší[K]           | vedlejší[K]           | vedlejší[K]           | vedlejší[K]           | vedlejší[K]           | Štěpánka Fingerhutová                                              |
| Micaela Díaz        | Daisy Durantová                        | vedlejší[K]           | vedlejší[K]           | vedlejší[K]           | vedlejší[K]           | vedlejší[K]           | Jitka Jirsová                                                      |
| Daniela Trujillo    | Isabel „Pixie“ Ocarantová              | vedlejší[K]           | vedlejší[K]           | vedlejší[K]           | vedlejší[K]           | vedlejší[K]           | Klára Kubištová                                                    |
| Luis Giraldo        | Jhon Caballero                         | vedlejší[K]           | vedlejší[K]           | vedlejší[K]           | Does not appear       | Does not appear       | Josef Fečo                                                         |
| Alan Madanes        | Pietro Benedetto                       | vedlejší[K]           | vedlejší[K]           | vedlejší[K]           | vedlejší[K]           | vedlejší[K]           | Ondřej Havel                                                       |
| Jandino             | Jandino                                | vedlejší[K]           | vedlejší[K]           | vedlejší[K]           | vedlejší[K]           | vedlejší[K]           | Jakub Nemčok                                                       |
| André Lamoglia      | Luan                                   | Does not appear       | Does not appear       | Does not appear       | vedlejší[K]           | vedlejší[K]           | Jan Škvor                                                          |
| Andrea De Alba      | Carmín Laguardiová                     | hlavní[Z]             | hlavní[K]             | hlavní[K]             | hlavní[K]             | hlavní[K]             | Sára Milfajtová / Ivana Korolová / Marika Šoposká / Ivana Korolová |
| Julia Argüelles     | Mara Moralesová                        | vedlejší[Z]           | vedlejší[Z]           | vedlejší[Z]           | vedlejší[Z]           | vedlejší[Z]           | Lucie Kušnírová                                                    |
| Rodrigo Rumi        | Marcos Golden                          | vedlejší[Z]           | vedlejší[Z]           | vedlejší[Z]           | vedlejší[Z]           | vedlejší[Z]           | Daniel Krejčík                                                     |
| Esteban Velásquez   | Guillermo Ruíz                         | vedlejší[Z]           | vedlejší[Z]           | vedlejší[Z]           | vedlejší[K]           | vedlejší[K]           | Daniel Margolius                                                   |
| Valentina Gonzalez  | Aillén                                 | Does not appear       | Does not appear       | vedlejší[K]           | vedlejší[K]           | vedlejší[K]           | Barbora Šedivá                                                     |

### Obsazení dospělých rolí
| Herec           | Postava            | Řady (části)  | Řady (části) | Řady (části) | Řady (části) | Řady (části) | Český dabing      |
| Herec           | Postava            | 1A            | 1B           | 1C           | 2A           | 2B           | Český dabing      |
| --------------- | ------------------ | ------------- | ------------ | ------------ | ------------ | ------------ | ----------------- |
| Estela Ribeiro  | Alice Urquizová    | vedlejší[K]   | vedlejší[K]  | vedlejší[K]  | vedlejší[K]  | vedlejší[K]  | Dana Pešková      |
| Alejandro Botto | Mariano Urquiza    | Jiří Balcárek |              |              |              |              |                   |
| Mariela Pizzo   | Paula Gutiérrezová | vedlejší[Z]   | vedlejší[Z]  | vedlejší[Z]  | vedlejší[K]  | vedlejší[K]  | Tereza Martinková |
| Sergio Surraco  | Antonio Gutiérrez  | vedlejší[Z]   | vedlejší[Z]  | vedlejší[Z]  | vedlejší[Z]  | vedlejší[Z]  | Martin Hruška     |

### Obsazení vedlejších rolí
| Herec                 | Postava                 | Řady (části)    | Řady (části)    | Řady (části)    | Řady (části)    | Řady (části)    | Český dabing       |
| Herec                 | Postava                 | 1A              | 1B              | 1C              | 2A              | 2B              | Český dabing       |
| --------------------- | ----------------------- | --------------- | --------------- | --------------- | --------------- | --------------- | ------------------ |
| Katja Martínez        | Jazmín Carjabalová      | vedlejší[K]     | vedlejší[K]     | vedlejší[K]     | Does not appear | Does not appear | Sabina Rojková     |
| Sebastian Sinnott     | Charly                  | vedlejší[K]     | vedlejší[K]     | vedlejší[K]     | vedlejší[K]     | vedlejší[K]     | Pavel Vondrák      |
| Simón Tobías          | Hugo Landa „Indy House“ | vedlejší[K]     | vedlejší[K]     | vedlejší[K]     | vedlejší[K]     | vedlejší[K]     | Jakub Nemčok       |
| Santiago Sapag        | Milo                    | vedlejší[K]     | vedlejší[K]     | vedlejší[K]     | vedlejší[K]     | vedlejší[K]     | Jindřich Žampa     |
| Florencia Tassara     | malá Bia                | vedlejší[K]     | vedlejší[K]     | vedlejší[K]     | vedlejší[K]     | vedlejší[K]     | Linda Křišťálová   |
| Ana Carolina Valsagna | Florencia               | Does not appear | vedlejší[K]     | vedlejší[K]     | Does not appear | Does not appear | Klára Sochorová    |
| Mirela Payret         | Lucía Quemolová         | Does not appear | Does not appear | vedlejší[K]     | vedlejší[K]     | vedlejší[K]     | Kateřina Lojdová   |
| Facundo Gambandé      | Marcelo                 | Does not appear | vedlejší[K]     | vedlejší[K]     | vedlejší[K]     | Does not appear | Pavel Dytrt        |
| Nicole Luís           | Soledad                 | Does not appear | Does not appear | vedlejší[Z]     | vedlejší[Z]     | Does not appear | Klára Sochorová    |
| Neyra Mariel          | Uma                     | Does not appear | Does not appear | vedlejší[K]     | vedlejší[K]     | Does not appear | Alžběta Volhejnová |
| Malena Ratner         | Delfina Alzamendiová    | Does not appear | Does not appear | Does not appear | vedlejší[K]     | Does not appear | Zuzana Ščerbová    |

### Hostující role
| Herec                | Řady            | Řady            | Český dabing       |
| Herec                | První           | Druhá           | Český dabing       |
| -------------------- | --------------- | --------------- | ------------------ |
| Sebastián Villalobos | hostující       | Does not appear | Pavel Vondrák      |
| Kevsho               | hostující       | hostující       | Pavel Dytrt        |
| Daniella (Callé)     | hostující       | hostující       | Anežka Saicová     |
| María José (Poché)   | hostující       | hostující       | Helena Němcová     |
| Mario Ruíz           | hostující       | Does not appear | Pavel Dytrt        |
| Clara Marz           | Does not appear | hostující       | Denisa Nesvačilová |

K Kladná role.
Z Záporná role.

## Hudba

### Alba

#### Así Yo Soy
1. Así Yo Soy (Isabela Souza, Elenco de BIA) – 2:54
2. Arreglarlo Bailando (Luis Giraldo, Jandino & Guido Messina) – 3:15
3. Si Vuelvo a Nacer (Isabela Souza & Gabriela Di Grecco) – 3:23
4. Fuerza Interior (Micaela Diaz) – 3:19
5. Pedirle a Una Estrella (Guido Messina) – 3:16
6. Cuéntales (Isabela Souza & Julio Peña) – 3:26
7. Tengo Una Canción (Isabela Souza, Agustina Palma & Giulia Guerrini) – 2:58
8. Gritarle Al Mundo (Julio Peña) – 3:13
9. Tu Color Para Pintar (Isabela Souza) – 3:07
10. Nadie Nos Va a Parar (Jandino) – 2:47
11. Lo Que Me Hace Bien (Julio Peña, Guido Messina, Jandino, Alan Madanes, Luis Giraldo, Rhener Freitas, Fernando Dente, Rodrigo Rumi & Esteban Velásquez) – 3:59
12. Dar La Vuelta Al Mundo (Gabriela Di Grecco) – 3:58
13. Lo Mejor Comienza (Isabela Souza) – 3:20
14. Primer Amor (Fernando Dente) – 3:23
15. Thumbs Up (Andrea de Alba) – 3:33
16. Nada Fue (Daniela Trujillo) – 3:09
17. La Vida Te Devuelve ((Isabela Souza, Julio Peña, Guido Messina, Andrea de Alba, Giulia Guerrini, Agustina Palma, Julia Argüelles, Jandino, Micaela Diaz, Alan Madanes, Luis Giraldo, Daniela Trujillo, Rhener Freitas, Gabriela Di Grecco, Fernando Dente, Rodrigo Rumi, Esteban Velásquez & Valentina González) – 3:28
18. Déjame Decirte (Rhener Freitas) – 3:43
19. Si Tú Estás Conmigo ((Isabela Souza, Julio Peña, Guido Messina, Andrea de Alba, Giulia Guerrini, Agustina Palma, Julia Argüelles, Jandino, Micaela Diaz, Alan Madanes, Luis Giraldo, Daniela Trujillo, Rhener Freitas, Gabriela Di Grecco, Fernando Dente, Rodrigo Rumi, Esteban Velásquez & Valentina González) – 4:03

#### Si Vuelvo a Nacer
1. Ven Y Te Digo Quién Soy - (Isabela Souza) - 2:27
2. La Última Parada - (Julio Peña) - 2:01
3. Voy Por Más - (Guido Messina) - 2:53
4. Junto a Tí - (Micaela Diaz & Alan Madanes) - 2:32
5. Cuando Me Besas - (Jandino) - 2:57
6. Hasta El Final - (Isabela Souza & Agustina Palma & Giulia Guerrini) - 2:43
7. Esto - (Gabriella Di Grecco & Fer Dente) - 2:08
8. Fuerza Interior - (Julia Argüelles) - 3:19
9. Te Vengo a Pedir Perdón - (Jandino) - 3:14
10. Cómo Me Ves - (Rodri Rumi & Andrea de Alba) - 1:50
11. Lo Mejor Comienza (En Espaňol) - (Isabela Souza) - 3:21
12. Si Vuelvo a Nacer (En Espaňol), (Gabriella Di Grecco & Isabela Souza) - 3:25

#### Grita
1. Grita - (Elenco de Bia) - 3:07
2. Sentirse Bien - (Isabela Souza) - 3:05
3. ¿Cuándo Pasó? - (Isabela Souza & Julio Peña) - 3:29
4. Aquí Me Encontrarás - (Elenco de Bia) - 3:53
5. Dame Un Beso - (Julio Peña) - 3:31
6. Voy - (Elenco de Bia) - 3:52
7. Una Vez Más (Isabela Souza) - 3:07
8. Los Besos Que Te Di - (Guido Messina) - 3:33
9. Voy Por Lo Que Quiero - (Isabela Souza, Agustina Palma & Giulia Guerrini)
10. Harta De Ti (Julia Argüelles) - 2:44
11. Déjate Amar (Jandino)
12. Karma (Andrea de Alba) - 3:36

### Lyric videa
| Píseň                | Interpret(i)                             | Uveřejnění      |
| První řada           | První řada                               | První řada      |
| -------------------- | ---------------------------------------- | --------------- |
| Así Yo Soy           | - Isabela Souza - Elenco de Bia          | 5. dubna 2019   |
| Arreglarlo Bailando  | - Luis Giraldo - Jandino - Guido Messina | 25. dubna 2019  |
| Cuéntales            | - Julio Peña - Isabela Souza             | 3. června 2019  |
| Tu Color Para Pintar | - Isabela Souza                          | 22. června 2019 |

### Videoklipy
| Píseň                   | Interpret(i)                    | Uveřejnění      |
| První řada              | První řada                      | První řada      |
| ----------------------- | ------------------------------- | --------------- |
| Cuando Me Besas         | - Jandino                       | 22. února 2019  |
| Pedirle a Una Estrella  | - Guido Messina                 | 11. dubna 2019  |
| Te Vengo a Pedir Perdón | - Jandino                       | 2. května 2019  |
| Voy Por Más             | - Guido Messina                 | 23. května 2019 |
| Así Yo Soy              | - Isabela Souza - Elenco de Bia | 14. června 2019 |

### Videoklipy v seriálu
| Píseň                                       | Interpret(i) | Uveřejnění        |
| První řada                                  | První řada | První řada        |
| ------------------------------------------- | --- | ----------------- |
| Arreglarlo Bailando (Streaming #FundomFest) | - Luis Giraldo | 24. června 2019   |
| Tengo Una Canción (Streaming #FundomFest)   | - Giulia Guerrini - Agustina Palma | 24. června 2019   |
| Si Vuelvo a Nacer (Momento Musical)         | - Isabela Souza - Gabriella Di Grecco | 24. června 2019   |
| Si Vuelvo a Nacer                           | - Isabela Souza - Gabriella Di Grecco | 27. června 2019   |
| Thumbs Up (#CarminSing)                     | - Andrea de Alba | 28. června 2019   |
| Si Vuelvo a Nacer                           | - Gabriella Di Grecco | 28. června 2019   |
| Tengo Una Canción (#FundomArt)              | - Agustina Palma - Giulia Guerrini - Luis Giraldo                                                                                               | 28. června 2019   |
| Fuerza Interior (#FundomArt)                | - Micaela Diaz | 28. června 2019   |
| Si Vuelvo a Nacer                           | - Isabela Souza | 28. června 2019   |
| Cuéntales                                   | - Julio Peña | 2. července 2019  |
| Fuerza Interior                             | - Gabriella Di Grecco - Alan Madanes - Rhener Freitas                                                                                           | 2. července 2019  |
| Tengo Una Canción                           | - Agustina Palma - Giulia Guerrini - Micaela Diaz                                                                                               | 2. července 2019  |
| Arreglarlo Bailando                         | - Agustina Palma - Giulia Guerrini - Micaela Diaz - Luis Giraldo                                                                                | 3. července 2019  |
| ¿Comó Me Ves?                               | - Andrea de Alba - Rodrigo Rumi | 4. července 2019  |
| Arreglarlo Bailando                         | - Agustina Palma - Giulia Guerrini - Micaela Diaz - Luis Giraldo                                                                                | 5. července 2019  |
| Si Vuelvo a Nacer                           | - Isabela Souza | 9. července 2019  |
| Tengo Una Canción                           | - Isabela Souza - Agustina Palma - Giulia Guerrini                                                                                              | 11. července 2019 |
| Pedirle a Una Estrella                      | - Andrea de Alba - Guido Messina | 12. července 2019 |
| La Vida te Devuelve                         | - Julio Peña - Agustina Palma - Giulia Guerrini - Micaela Diaz - Alan Madanes - Luis Giraldo - Santiago Sapag - Sebastián Sinott - Simón Tobias | 12. července 2019 |
| Cuéntales                                   | - Julio Peña | 16. července 2019 |
| Dar La Vuelta al Mundo                      | - Isabela Souza - Gabriella Di Grecco | 17. července 2019 |
| Si Vuelvo a Nacer                           | - Isabela Souza - Gabriella Di Grecco | 19. července 2019 |
| La Vida Te Devuelve (#FundomArt)            | - Agustina Palma - Giulia Guerrini - Luis Giraldo                                                                                               | 19. července 2019 |
| Cuéntales (#StreamingFundom)                | - Julio Peña | 19. července 2019 |
| Si Vuelvo a Nacer                           | - Isabela Souza | 16. srpna 2019    |
| Cuéntales                                   | - Isabela Souza - Julio Peña | 22. srpna 2019    |
| Thumbs Up (#CarminSing)                     | - Andrea de Alba | 22. srpna 2019    |
| Fuerza Interior (#DaisyDancer)              | - Micaela Diaz - Luis Giraldo | 23. srpna 2019    |
| La Vida Te Devuelve                         | - Julio Peña - Alan Madanes | 27. srpna 2019    |

## Ocenění a nominace
| Rok  | Ocenění           | Kategorie                      | Oceněný       | Výsledek |
| ---- | ----------------- | ------------------------------ | ------------- | -------- |
| 2019 | Meus Prêmios Nick | Oblíbená herečka               | Isabela Souza | nominace |
| 2019 | Meus Prêmios Nick | Oblíbený mezinárodní TV seriál | Bia           | nominace |